# Annapurna Circuit
Annapurna Circuit è il nome con cui è conosciuto uno dei più celebri trekking attorno al massiccio dell'Annapurna, nel Nepal centrale, permettendo di ammirare da una posizione eccezionale, le cime del massiccio (Annapurna I-IV), ed altre celebri montagne del Santuario dell'Annapurna quali, il Dhaulagiri I, il Machhapuchhre, il Manaslu, il Gangapurna (7455m) ed il Tilicho Peak (7134m).

## Storia

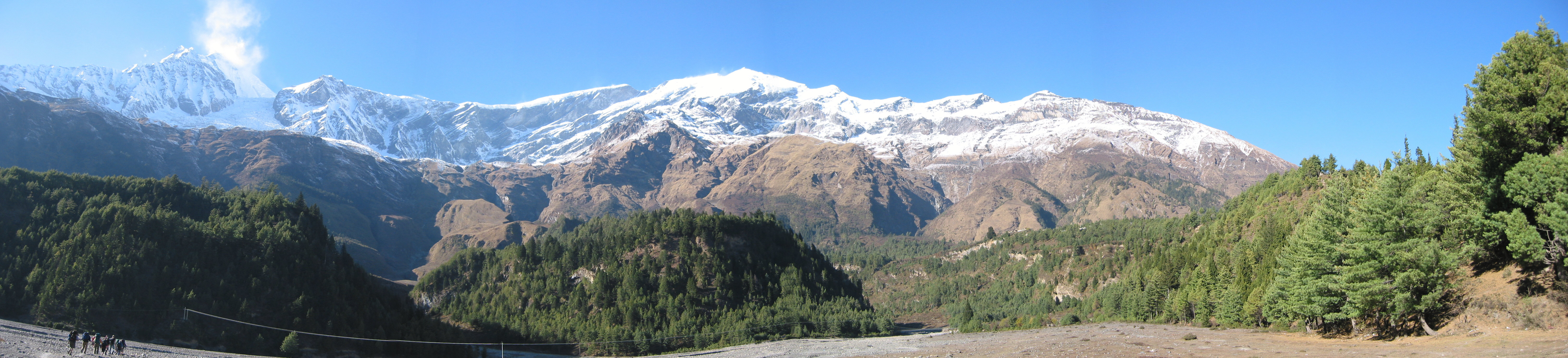

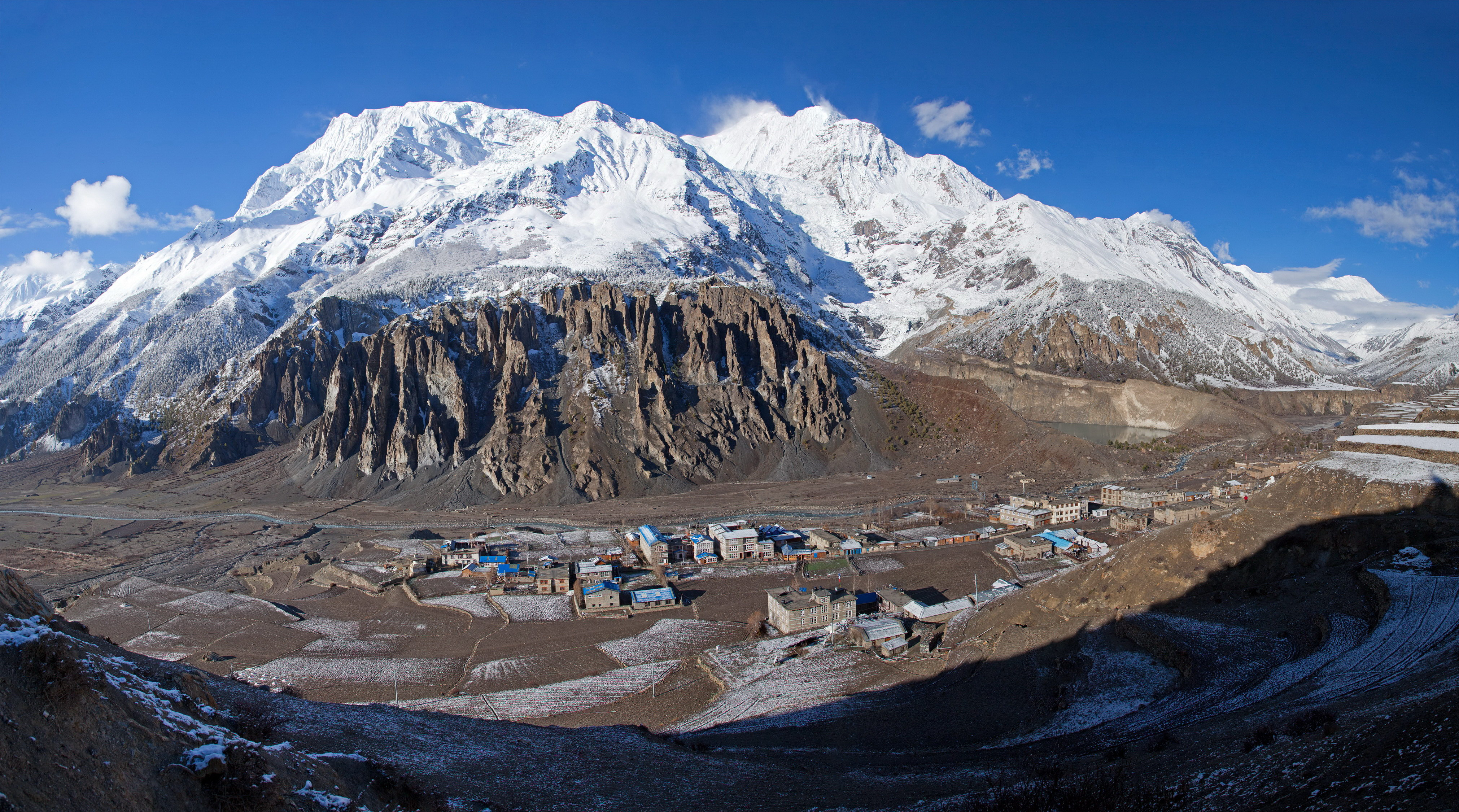

L'area dell'Annapurna venne aperta al turismo nel 1977, dopo che furono risolte le dispute tra i guerriglieri Kham e l'esercito nepalese.
Il trekking originale partiva dalla città Dhumre situata sulla strada Kathmandu-Pokhara e si concludeva a Pokhara; ci volevano circa 23 giorni per completarlo. Negli anni'80 del XX secolo, è stata iniziata la costruzione di una strada che collegherà le due città, che dovrebbe essere completata nel 2017. L'esistenza della strada ha comunque cambiato totalmente la zona, modificando l'aspetto e l'atmosfera dei villaggi. Unica nota positiva: la strada facilita la possibilità di effettuare il trek in mountain bike, visto che vi è poco traffico, e vi sono lunghissime discese, da Muktinath a Tatopani, (dislivello di circa 3000 metri, da percorrere in 2-3 giorni). Ciò ha creato una delle migliori aree per il Downhill del mondo.

### Tempesta di neve del 2014
Nell'ottobre del 2014, un'improvvisa ed inaspettata bufera di neve, causata dalla coda di un ciclone che ha devastato la costa orientale dell'India, ha ucciso circa 40 persone, la metà dei quali erano nepalesi, coinvolgendo in tutto circa 350 escursionisti.

## Descrizione

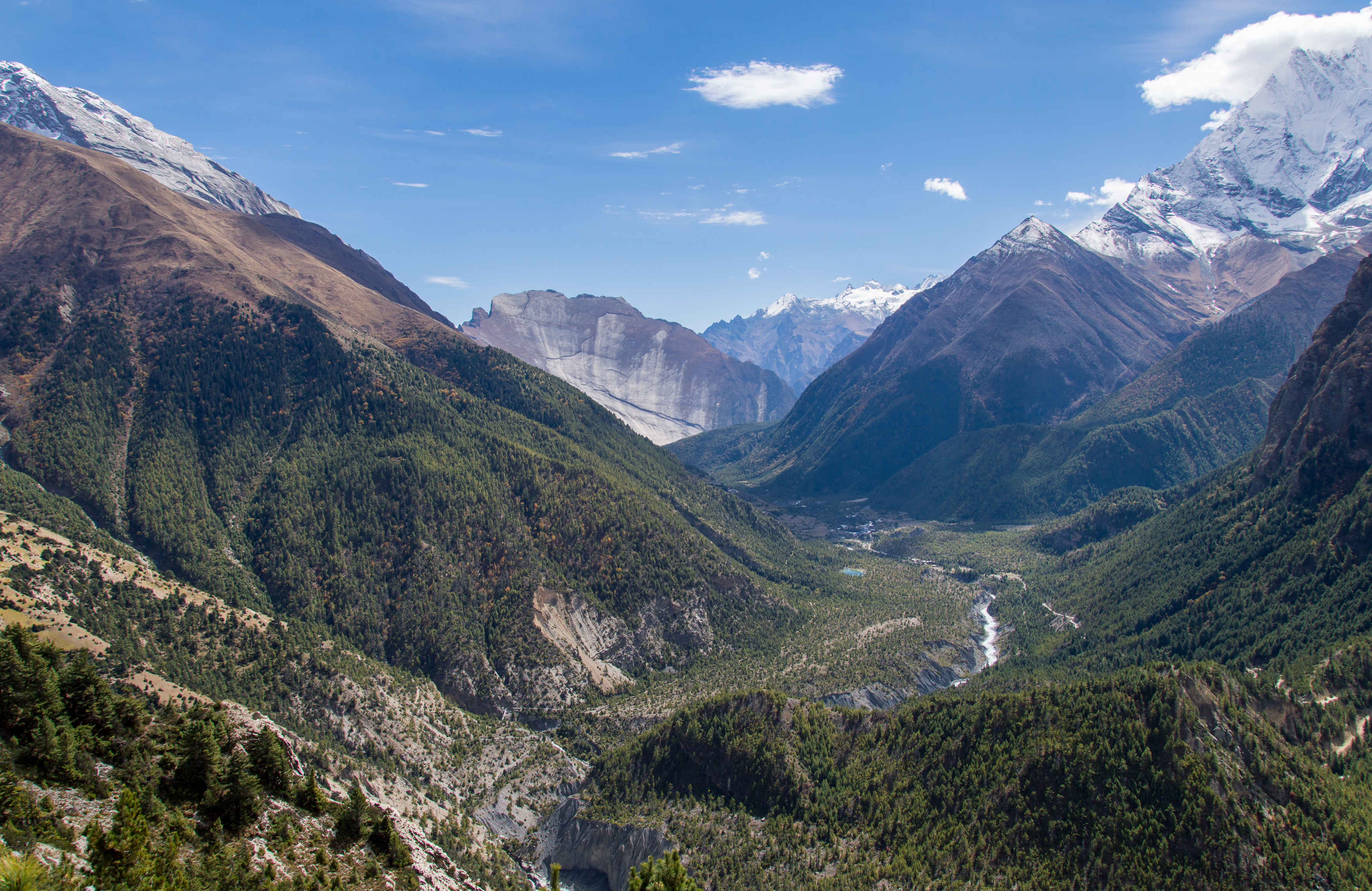
La valle del Marsyangdi vicino a Pisang

Normalmente il trek dura 15-20 giorni, partendo da Katmandu e con una notte passata a Pokhara prima del ritorno nella capitale. 
Il trek inizia a Besisahar (o Bhulbhule) nella valle del Marshyangdi, che può essere raggiunto in sette ore da Kathmandu in auto, e si conclude alle Gole del Kali Gandaki.
La lunghezza totale del percorso varia tra i 160 ed i 230 km, a seconda di quanto si utilizzino i mezzi a motore e di dove il trekking finisca: si sale fino ad un'altitudine di 5.416 m al passo di Thorung La, sfiorando l'altopiano del Tibet e si attraversa due diverse valli fluviali: praticamente tutti i trekker effettuano l'escursione in senso antiorario, perché, in questo modo, il dislivello è più regolare e l'alta via per il Thorong La è più facile e sicura.
Itinerario indicativo

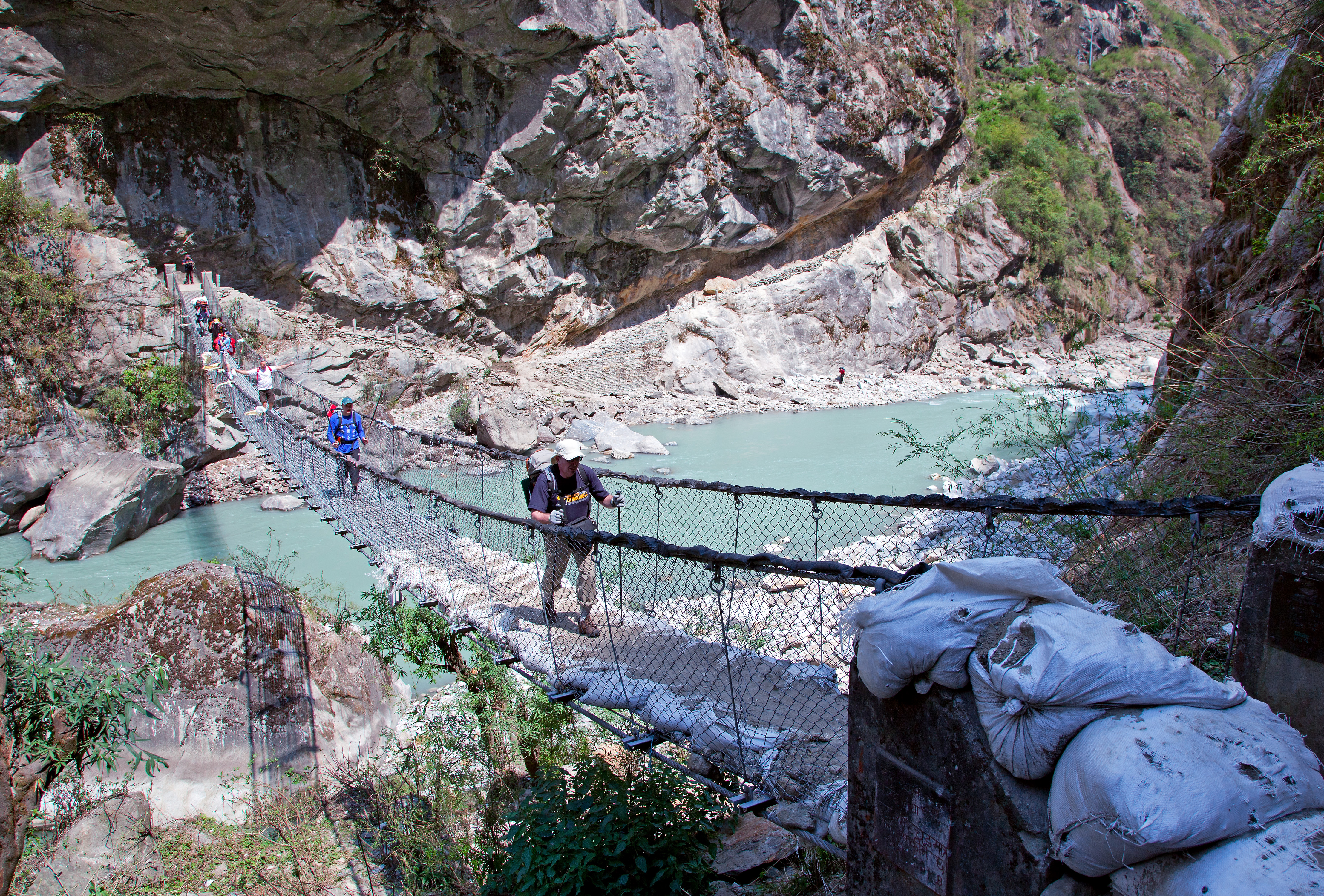
Ponte tibetano

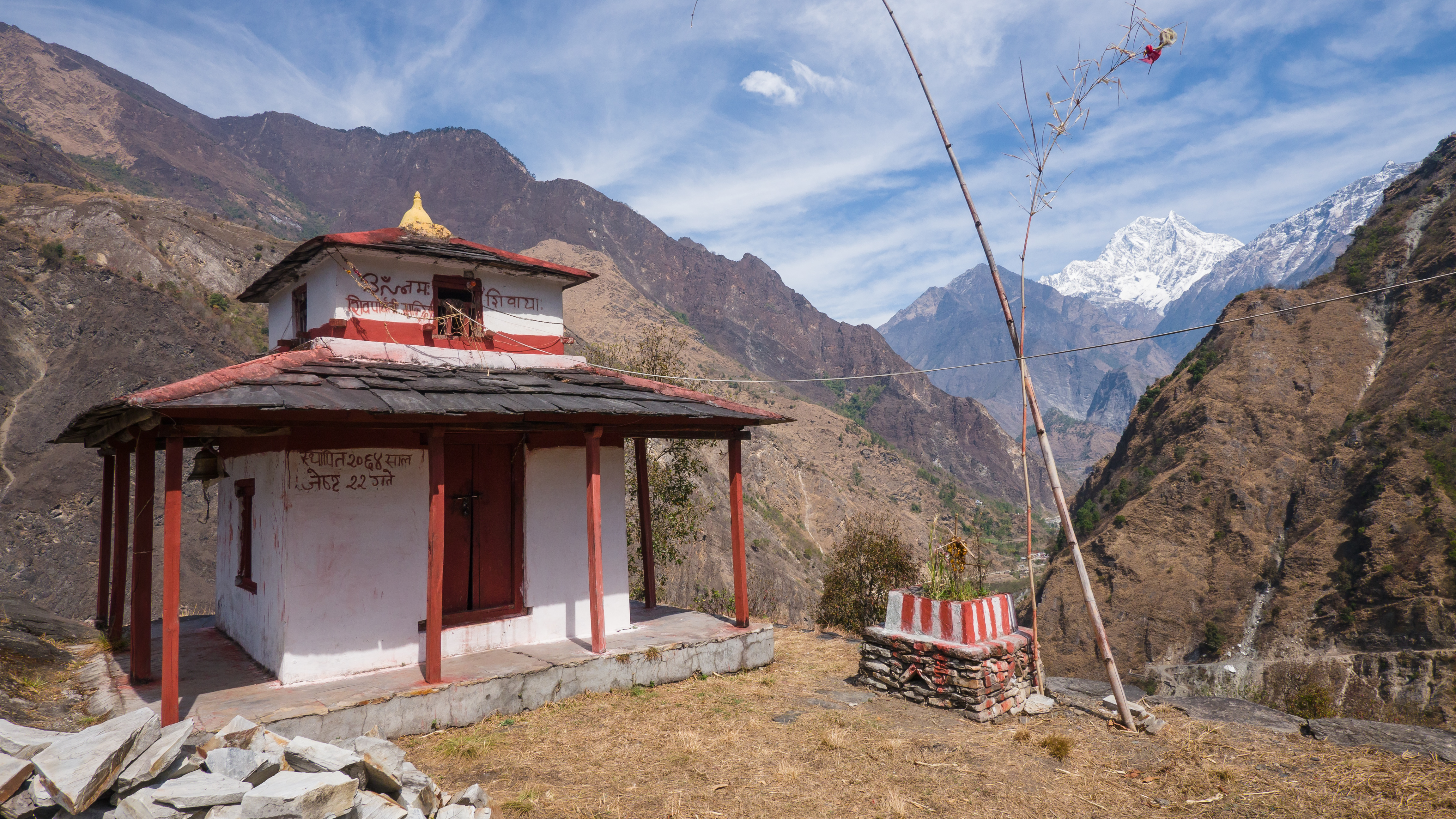
Piccolo tempio sul fiume Ghar Khola con vista sul Nilgiry South e la valle di Kali Gandaki

Giorno 1 - da Kathmandu, viaggio fino a Besisahar [820m] con un veicolo privato o bus pubblico, contare 6-7 ore.
Giorno 2 - Trek a Khudi [790m]
Giorno 3 - Trek a Bahundanda [1310m]
Giorno 4 - Trek a Jagat [1290m]
Giorno 5 - Trek a Dharapani [1920m]
Giorno 6 - Trek a Chame [2630m]
Giorno 7 - Trek a Upper/Lower Pisang [3190m]
Giorno 8 - Trek a Manang [3520m]
Giorno 9 - Sosta di un giorno a Manang [3520m]
Giorno 10 - Trek a Letdar [4250m]
Giorno 11 - Trek a Thorung Phedi [4500m]
Giorno 12 - Trek a Muktinath [3800m], attraversamento del Thorung La
Giorno 13 - Trek a Marpha [2665m]
Giorno 14 - Trek a Lete [2470m] (spesso effettuato in auto o con mountain-bike, in modo da effettuare anche la tappa successiva nella stessa giornata)
Giorno 15 - Trek a Tatopani [1160m] (spesso effettuato in auto o con mountain-bike)
Giorno 16 - Trek a Ghorepani [2775m]
Giorno 17 - Trek a Birethanti [1050m] and travel to Pokhara
Giorno 18 - Ritorno a Kathmandu [1400m]
Molti trekkers ripartono dall'aeroporto della città di Jomsom, riducendo di circa 6 giorni la lunghezza del trek.
Una variante abbastanza popolare è quella della visita al Campo Base dell'Annapurna, (Santuario dell'Annapurna), questa variante parte da Tatopani ed aggiunge circa 5 giorni alla durata totale dell'Annapurna Circuit.
Nell'ottobre del 2014, Seth Wolpin ha effettuato il percorso nel più breve tempo noto: 72 ore e 4 minuti.